# Morire a Madrid
Morire a Madrid (Mourir à Madrid) è un documentario del 1963 sulla guerra civile spagnola diretto da Frédéric Rossif candidato al premio Oscar al miglior documentario.